# 阿比瓦堡獎
阿比瓦堡奖（英語：Aby Warburg-Preis）是德國漢堡的一项學術奖，成立于1979年。 自1980年以来，它由城市参议院資助，提供人文和社會科學方面的卓越表現。它以漢堡出生的藝術史學家阿比·瓦尔堡命名。獎金價值25,000歐元，每四年頒發一次。年輕學者將獲得10,000歐元的獎學金。

## 歷屆得獎者
- 1980年：艺术史学家 Jan bia ostocki
- 1984年：艺术史学家 Meyer Schapiro
- 1988年：艺术史学家 Michael Baxandall
- 1992年：历史学家 Carlo Ginzburg
- 1996年：人类学和民族学家 克勞德·李維史陀
- 2000年：历史学家 娜塔莉·澤蒙·戴維斯
- 2004年：艺术史学家 柏磊德
- 2008年：艺术史学家 Werner Hofmann
- 2012年：艺术史学家Martin Warnke
- 2016年：德国文学教授 Sigrid Weigel

## 外部連結
- Hamburger Kunstpreis: Aby Warburg-Preis （页面存档备份，存于）
- Kulturpreise: Aby Warburg-Preis （页面存档备份，存于）